# Coprothassa
Coprothassa är ett släkte av skalbaggar som beskrevs av Thomson 1859. Coprothassa ingår i familjen kortvingar.
Släktet innehåller bara arten Coprothassa melanaria.